# 三谷温泉

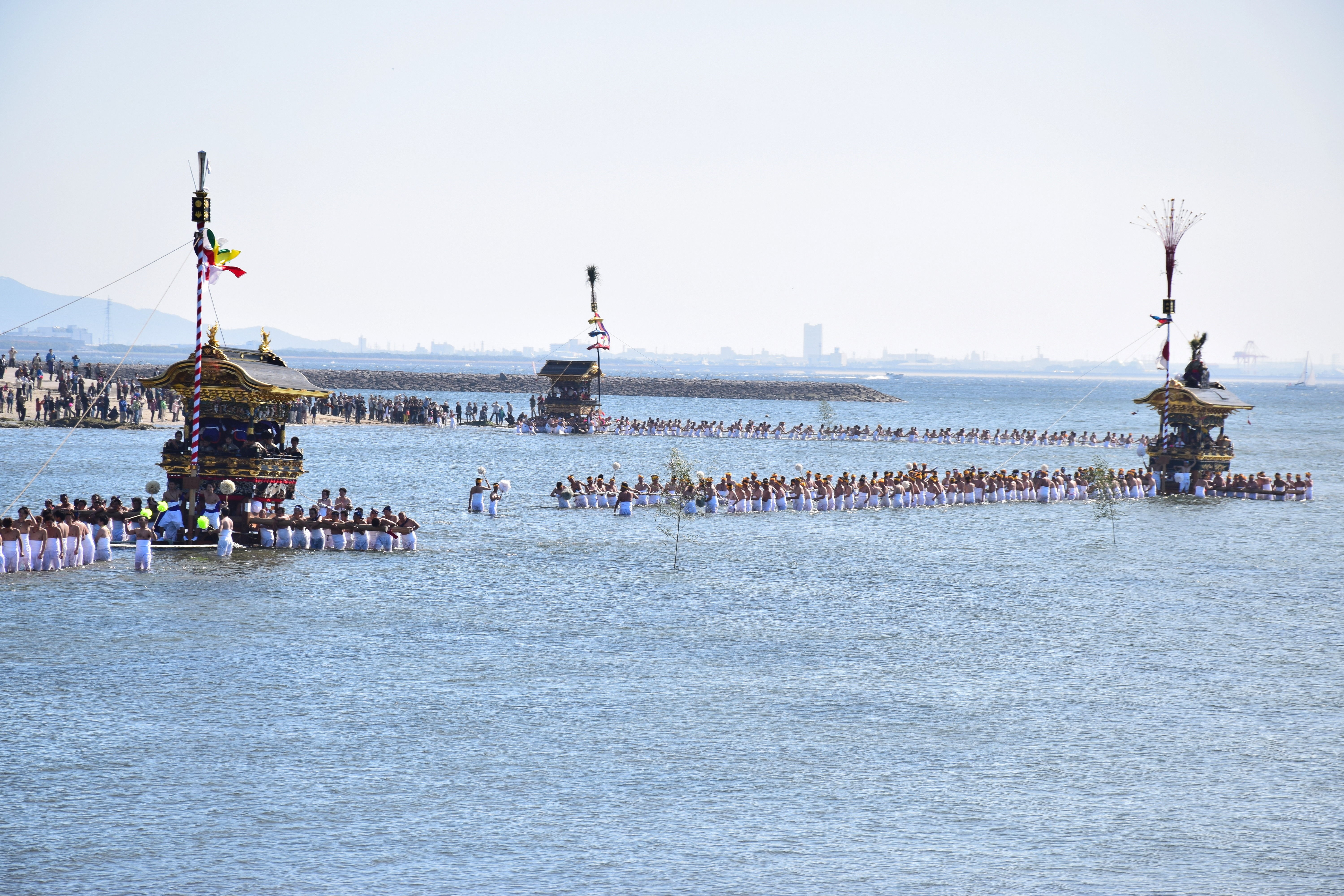
三谷海岸で行われる三谷祭

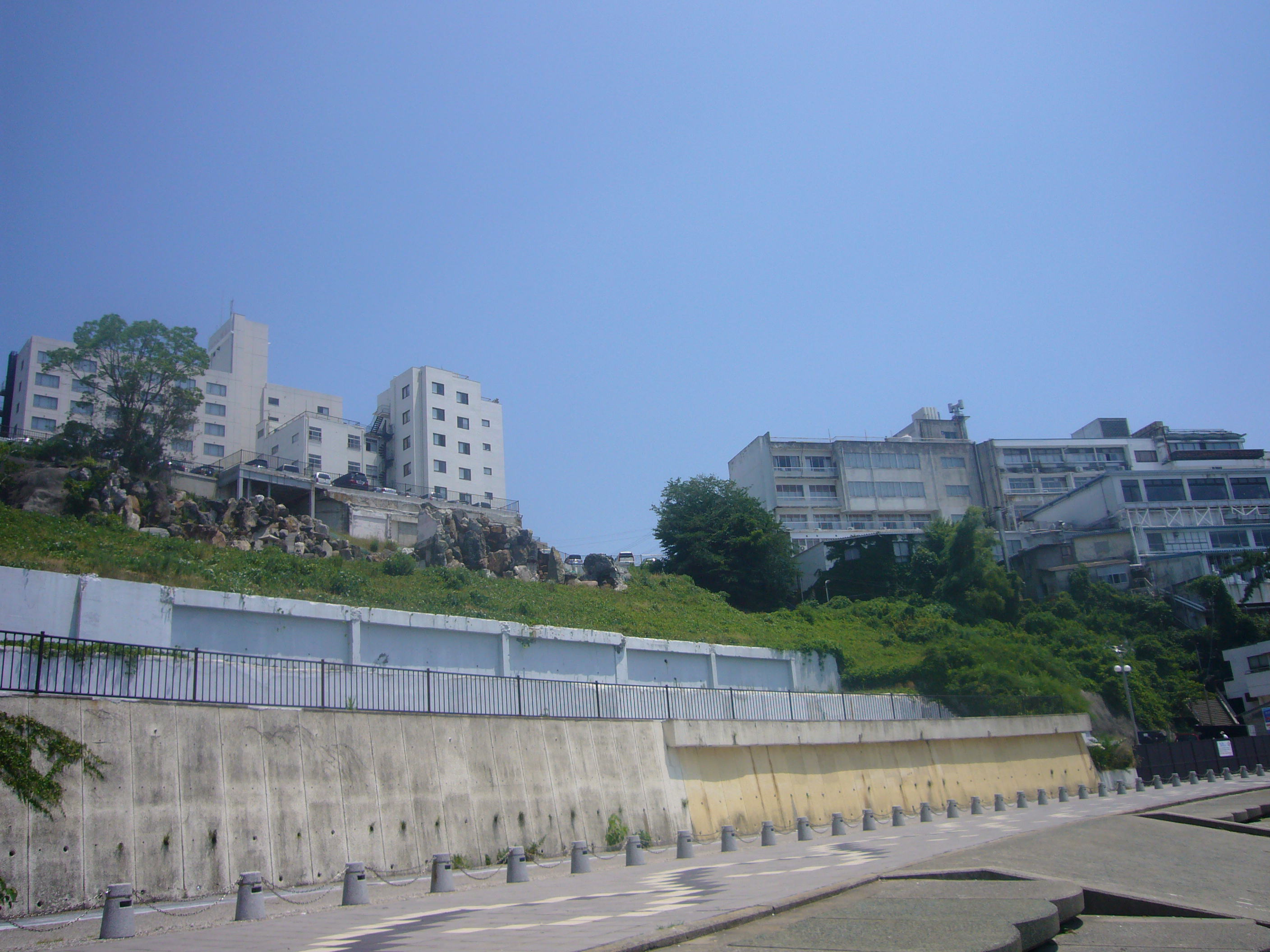
三谷温泉（蒲郡ふきぬき観光ホテル跡地）

三谷温泉（みやおんせん）は、愛知県蒲郡市三谷町（旧三河国）にある温泉である。
三河湾の湾奥に位置し、行楽、歓楽温泉としても発達した。三河湾国定公園の指定地内にあり、景観には優れる。
蒲郡市には他にも形原、西浦、蒲郡があり、これらを総称し蒲郡温泉郷と言われる。その中で最も長い歴史を持つ愛知県下有数の古湯である。

## 泉質
- ナトリウム・カルシウム：塩化物泉・35度

## 温泉街
三谷海岸沿いに9軒の旅館、ホテルが林立し、旅館街を形成する。
交通アクセスの良さ、同じ愛知県の名古屋や豊橋などの都市圏に近いことから戦後に歓楽温泉として急発展した。
しかしバブル崩壊共に団体旅行が減少し、大型ホテル、旅館の廃業が相次ぎ、温泉街の規模は縮小。それにならって歓楽街も衰退した。
現在は数件のホテル、旅館が国道沿いに軒を構え、年間約60万人の宿泊客が訪れる。近くにヨットハーバー、マリーナ、海水浴場があり、2002年（平成14年）に愛知県下有数のレジャースポットであるラグーナ蒲郡のオープンに伴い、その近接性を生かし南紀白浜温泉などのようにマリンリゾート、レジャー拠点としての活性化を見出している。また西浦温泉と共に、外国人インバウンドツアーの取り込みに注力している。
温泉街の背後には弘法山と呼ばれる山があり、頂上からは三河湾の多島海風景など景観に優れる。山頂には名の由来となった弘法大師像と金剛寺があり、散策コースが設けられている。
温泉を引湯している各宿泊施設が実施しているトライアスロンを捩った「トライお湯ロン」という温泉巡りは1993年（平成5年）から始まった試みであり、観光客にも評価を得ているものである。

## 源泉一覧
泉温は他の愛知県内の海岸沿いの温泉と同じく25℃から30℃が主である。
| 源泉名                 | 泉温  | 湧出量    | 泉質                               | 深度 | 所在地               | 備考                 |
| ---------------------- | ----- | --------- | ---------------------------------- | ---- | -------------------- | -------------------- |
| 三谷1号泉（曙光の湯）  | 30.7℃ | 毎分170L  | カルシウム・ナトリウムー塩化物温泉 | m    | 蒲郡市三谷町南山1-59 | ひがきホテル自家源泉 |
| 三谷2号泉（千歳の湯）  | 33.7℃ | 毎分110L  | カルシウム・ナトリウムー塩化物温泉 | m    | 蒲郡市三谷町鳶欠14-4 | 松風園自家源泉       |
| 三谷3号泉（美白1号泉） | 27.1℃ | 毎分230L  | アルカリ性単純温泉                 | 800m |                      |                      |
| 三谷4号泉（美白2号泉） | 24.8℃ | 毎分60.0L | 単純弱放射能冷鉱泉                 | m    | 蒲郡市三谷町赤原58   |                      |

## 歴史
開湯伝説によれば、行基による発見と伝えられ、1200年の歴史を誇る県内有数の古湯である。以後は近郷の湯治場として活用されたが、国道23号の整備によって大幅に交通アクセスが向上し、戦後急速に中京圏や東三河の奥座敷として発達を遂げ、大規模なホテル街や歓楽街が形成され、最盛期には30軒以上のホテルや旅館が一帯を占め、大いに賑わいを見せた。

### 年表
- 1958年（昭和33年）4月19日- 蒲郡弘法山観光ロープウェイ（のちに三谷温泉ロープウェイに改称）が開業[1]。
- 1959年（昭和34年）- 三谷弘法山遊園地が開業し、動物園「バンビセンター」やプラネタリウム会館が併設された。
- 1970年（昭和45年）- 三谷温泉ロープウェイが、旅館組合から名鉄に経営譲渡。
- 1975年（昭和50年）- 経営が改善しなかったため、三谷温泉ロープウェイが廃止。それに伴う遊園地も閉園。
- 1998年（平成10年） - 当時市内最大客室数を保有していた「蒲郡ふきぬき観光ホテル」が負債総額30億円で倒産し廃業。
- 2005年（平成17年） - 「蒲郡ふきぬき観光ホテル」の建物が解体される。
- 2017年（平成17年）12月 - 松風園の倉庫として利用していた旧旅館から出火。深夜であったが適切な避難でけが人はいなかった。

## 過去に存在した施設

### 緑松閣
住所：蒲郡市三谷町鳶欠
1980年（昭和55年）に廃業。その後「ひがきホテル」に買収され、繁忙期のみ使用していたが1990年（平成2年）頃から使用されず、廃墟となっている。

### 蒲郡ふきぬき観光ホテル
住所：蒲郡市三谷町鳶欠
1998年（平成10年）6月、負債30億円で倒産。その後廃墟となっていたが、2005年（平成17年）頃に、本館を除き17階建てのホテル棟や宴会場などの建物は取り壊された。本館はその後、宗教法人の研修所、デイサービス施設、格安宿泊施設として使われた。これも2014年（平成26年）頃に、取り壊されており現存していない。

### 三谷温泉・四海波
住所：蒲郡市三谷町南山1-96
2007年（平成19年）頃廃業。その後中国人経営者の手によりインバウンド専用旅館となっていたが、2020年（令和2年）に廃業。

### 松風園
住所：愛知県蒲郡市三谷町鳶欠14−4
2024年（令和6年）7月1日 に閉鎖。建物の老朽化に伴う安全性の面で無期限の休館。

## アクセス

### 鉄道
- JR東海道本線 三河三谷駅下車 - 駅からは路線バス・タクシー・旅館送迎を利用で約5分。または徒歩でも行くことができる。

### 路線バス
- 名鉄バス - 「三谷温泉」バス停または「三谷温泉前」バス停下車。

### 自家用車
- 東名高速道路 音羽蒲郡I.C.から音羽蒲郡道路（三河湾オレンジロード）経由で約20分。
- 東名高速道路 豊川I.C.から国道151号・国道23号経由で約40分。